# دراسات أوكرانية
الدراسات الأوكرانية هي مجال بحث متعدد التخصصات مكرس للغة والأدب والتاريخ والثقافة الأوكرانيين.

## الدراسات الأوكرانية خارج أوكرانيا
تُركز عدد من المعاهد البحثية خارج أوكرانيا على الدراسات الأوكرانية. تشمل المراكز الرئيسية معهد هارفارد للأبحاث الأوكرانية [الإنجليزية] بجامعة هارفارد، ومركز الدراسات الأوكرانية بجامعة كولومبيا، والمعهد الكندي للدراسات الأوكرانية بجامعة ألبرتا (الذي ينشر مجلة الدراسات الأوكرانية)، والجامعة الأوكرانية الحرة [الإنجليزية] في ميونيخ، وكامبردج للدراسات الأوكرانية في جامعة كامبريدج.

## باحثون بارزون
- جورج شيفيلوف
- دميترو تشيزيفسكي [الإنجليزية]
- مارك فون هاغن
- تاراس كوزيو

## روابط خارجية
- International Association for Ukrainian Studies
- American Association for Ukrainian Studies
- Canadian Institute of Ukrainian Studies
- Academic Directory for Ukrainian Studies: Research Opportunities in North America نسخة محفوظة 7 فبراير 2010 على موقع واي باك مشين.
- Information relating to Ukrainian studies at UK universities